# El vell i els seus fills

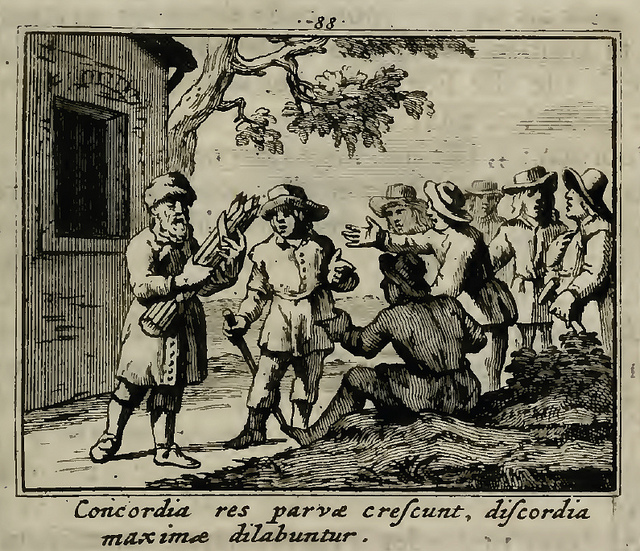
Una il·lustració del segle XVII de la faula de Jacob Gole de Sinryke Fabulen de Pieter de la Court

El vell i els seus fills, de vegades titulat El farcell de pals, és una faula d’Isop la moralitat de la qual és que la unió fa la força. La història s'ha explicat sobre molts governants. Es troba al número 53 de l’índex Perry.
Un home vell té uns fills que es barallen constantment entre ells. Quan veu que s'acosta la seva mort, els crida i els dona una lliçó objectiva sobre la necessitat d’unir-se. Havent lligat un feix de pals (o en altres comptes, llances o fletxes), demana als seus fills que els trenquin. En veure que no ho poden fer, desfà el farcell i trenca cada pal individualment o bé demana als seus fills que ho facin. D'aquesta manera, els ensenya que tot i que cadascun d'ells pot ser vençut un a un, tots junts són invencibles.
La faula va ser inclosa per Babrius a la seva col·lecció. Més tard, Pseudo-Plutarc va atribuir la mateixa història al rei Scilurus d'Escitia i els seus 80 fills i d'altres reis bàrbars d'altres autors. La història també va viatjar cap a l'est. Pot aparèixer en fragments manuscrits turcs medievals i en un mural de la Sogdiana. Després d’haver arribat al folklore asiàtic central, la història també es va explicar d’un avantpassat de Gengis Khan.

## Història i interpretacions posteriors
La moralitat extreta de la faula de Babrius era que "l'amor fraternal és el bé més gran de la vida i sovint eleva els humils al més alt". Al seu llibre emblemàtic Hecatomgraphie (1540), Gilles Corrozet reflexió que si hi pot haver amistat entre desconeguts, és encara més necessària entre els membres d'una família. Quan el poeta Neollatí Hieronymus Osio va incloure la faula en la seva col·lecció de 1564, va afegir-hi la consideració dels efectes de la desunió: "De la mateixa manera que la Concòrdia potència els negocis humans, la baralla priva les persones de la seva força." El faulista francès La Fontaine també va destacar aquest aspecte. En la seva versió, els fills no s'havien barallat quan el seu pare els va donar la lliçó, sinó que van caure en el litigi sobre les propietats després de la seva mort.
Del fet que la lliçó de la faula podia aplicar-se tant a les tècniques estatals com als assumptes personals, se n'havia adonat per Pseudo-Plutarc i aquells altres que van explicar la història dels antics governants. En temps més moderns, Pieter de la Court va comentar la seva aplicabilitat a la República Holandesa en la seva narració de la història a Sinryke Fabulen (Amsterdam, 1685) com a "Un pagès i els seus set fills barallant-se". La història està prologada amb el proverbi Eendragt maakt magt, een twist verkwist (la unitat fa la força, la desunió debilita). La primera part d'això va ser finalment agafat com un lema nacional per uns quants estats en diverses llengües sense necessàriament referir-se a la faula. També es va associar amb els fasces de la república romana, que consisteix en un feix de varetes, que de vegades (però no sempre) rodeja una destral, que simbolitza el poder de l'estat a governar. Tanmateix, la moralitat "La força rau en la unió" es va donar certament a la faula, entre d'altres, a la nova edició d'Edward Garrett de les faules d'Isop del segle xix.
El lema polític "La unitat és la força" va estar definitivament associat amb la faula per les organitzacions sindicals que se la van fer seva. S'utilitzava una representació d'un home agenollat a terra sobre un feix de pals, sovint acompanyat del lema, per exemple, la insígnia de l'Associació de Miners de Nottinghamshire, en una pancarta sindical de Durham i en una fitxa comercial del Worcestershire Societat Cooperativa. Alguns d'ells mostren un home ajupit amb un genoll sobre un feix de pals, esforçant-se per trencar-los, en una postura que apareix relacionada amb la imatge de l'escena de John Tenniel a l'edició de les faules d'Isop que va il·lustrar. Les organitzacions sindicals nord-americanes també van fer referència a la faula al segle XX i va ser una de les escollides el 1970 per l'activista Jacob Lawrence per ser il·lustrada amb uns dibuixos guaix que sintetitzen la moralitat de la història.
A Anglaterra, la faula havia aparegut en un llarg poema que no feia cap referència a Isop, i que representava que succeïa a Anglaterra. Va aparèixer per primera vegada com un full il·lustrat al 1795 publicat a Londres i Bath amb el títol "The old man, his children, and the bundle of sticks". En el relat "Un bon vell, o a York o a Lancashire", donava la lliçó al llit de mort i el poema concloïa amb una reflexió cristiana. Durant les dècades següents del segle xix, també va aparèixer com un llibre de fascicles imprès de forma barata i en col·leccions de llibres sobre moral.